# Басалаєво
Басала́єво (рос. Басалаево, марій. Васалай) — присілок у складі Куженерського району Марій Ел, Росія. Входить до складу Салтак'яльського сільського поселення.

## Населення
Населення — 89 осіб (2010; 103 у 2002).
Національний склад (станом на 2002 рік):
- росіяни — 52 %
- марійці — 48 %